# Melzo
Melzo is een gemeente in de Italiaanse metropolitane stad Milaan (regio Lombardije) en telt 18.527 inwoners (31-12-2004). De oppervlakte bedraagt 9,7 km², de bevolkingsdichtheid is 2055 inwoners per km².

## Demografie
Melzo telt ongeveer 7862 huishoudens. Het aantal inwoners steeg in de periode 1991-2001 met 0,6% volgens cijfers uit de tienjaarlijkse volkstellingen van ISTAT.
| Jaar | Inwoneraantal |
| ---- | ------------- |
| 1991 | 18.430        |
| 2001 | 18.546        |

## Geografie
De gemeente ligt op ongeveer 118 m boven zeeniveau.
Melzo grenst aan de volgende gemeenten: Gorgonzola, Pozzuolo Martesana, Cassina de' Pecchi, Vignate, Truccazzano, Liscate.

## Geboren
- Enrico Cassani (1972), wielrenner